# Megalithericles coloratus
Megalithericles coloratus är en insektsart som beskrevs av Marius Descamps 1977. Megalithericles coloratus ingår i släktet Megalithericles och familjen Thericleidae. Inga underarter finns listade i Catalogue of Life.